# Museo del Prado
Národní muzeum Prado (Museo Nacional del Prado) je muzeum a galerie umění nacházející se v Madridu, hlavním městě Španělska. Vlastní jednu z nejlepších sbírek evropského umění od dvanáctého po devatenácté století na světě, jejímž základem je dřívější španělská královská sbírka. Bylo založeno jako muzeum maleb a soch. Sbírka obsahuje více než 5000 maleb, 2000 fotografií, 1000 mincí a medailí a téměř 2000 dekorativních předmětů. Sochařství je zde zastoupeno více než 700 sochami. Patří k tzv. Zlatému trojúhelníku umění (společně s Museo Reina Sofía a Museo Thyssen-Bornemisza).

## Sbírka
Se zhruba 1300 vystavenými kresbami je Museo del Prado řazeno mezi nejdůležitější světová muzea. Samozřejmě vlastní nejlepší sbírku španělských obrazů, s vysokými počty prací Diega Velázqueze a Francisca Goyi, stejně jako s výtvory El Greca, Murilla, Ribery a mnoha dalších. Nacházejí se zde také ve velkém počtu díla následujících autorů: Hieronymus Bosch, Tizian, Peter Paul Rubens, Rafael, Joachim Patinir. V menším počtu jsou zde také vystaveny díla autorů: Andrea Mantegna, Sandro Botticelli, Caravaggio, Guido Reni, Albrecht Dürer, Rembrandt, Paolo Veronese, Hans Baldung Grien, Fra Angelico, Van der Weyden a mnoha dalších významných umělců.
Nejznámější dílo vystavené v Museu del Prado je rozměrný obraz „Las Meninas“ („Dvorní dámy“) od Velázqueze. Velázquez jako královský malíř Filipa IV. je nejen autorem množství děl (portrétů členů královské rodiny i jiných), ale díky jeho bystrozraku a citlivosti se královská sbírka rozšířila o díla italských mistrů.
Proslulé dílo Pabla Picassa, Guernica, bylo vystaveno v Pradu při jeho vrácení do Španělska v roce 1981 po obnovení demokracie. Později, v roce 1992, bylo přesunuto do Muzea královny Sofie spolu se všemi díly pozdějšími než začátek 19. století, a to z důvodu nedostatku místa.

## Budova

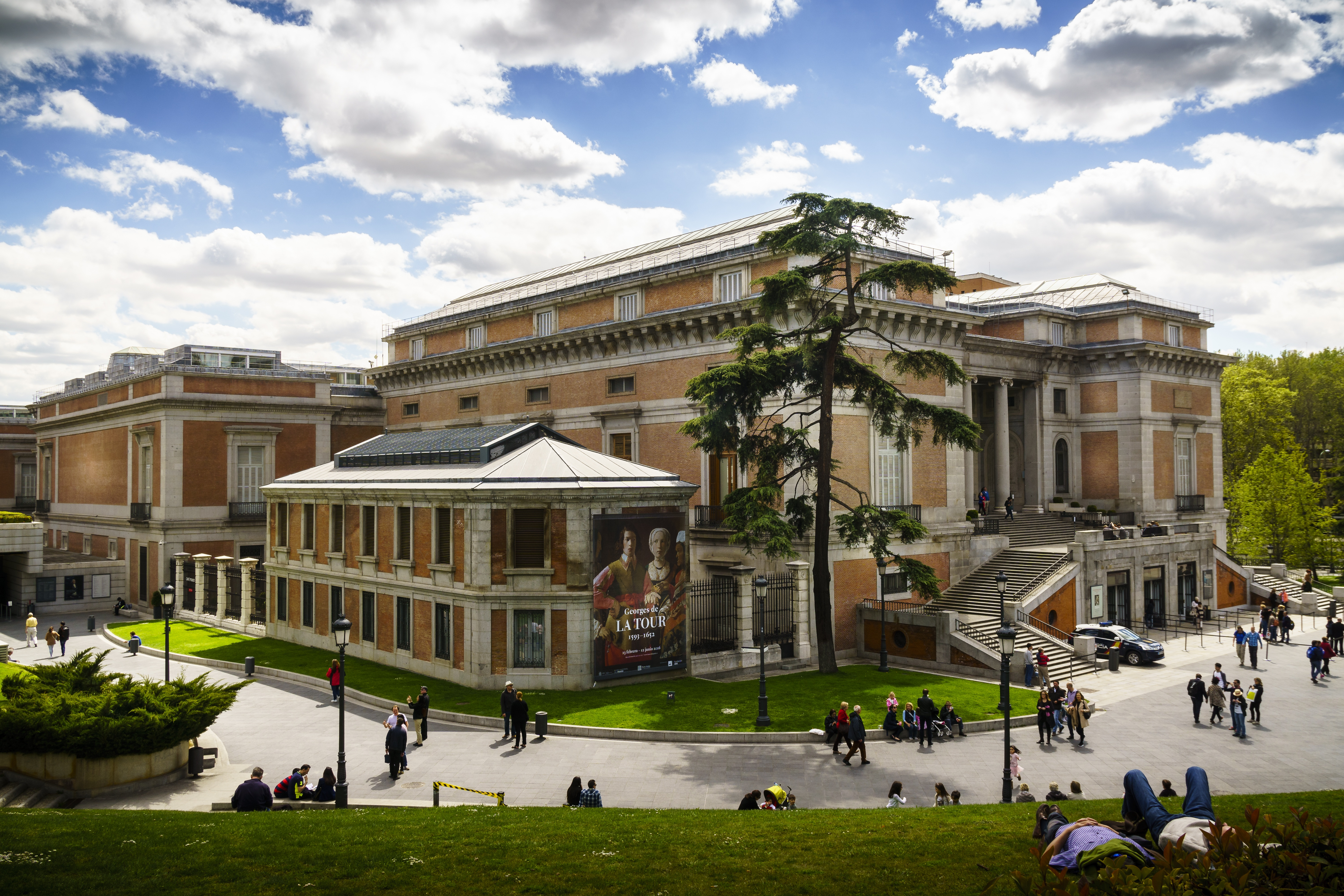
Exteriér budovy muzea Prado

Museo del Prado bylo postaveno za vlády Karla III. (Carlos III.) jako část ambiciózního stavebního projektu, který měl z Madridu udělat mohutné město. Budova muzea byla původně navržena José Moñinem a Redondem a schválena Karlem III. za účelem reurbanizace Pasea del Prado. Toto „prado“ (ve španělštině louka) dalo své jméno oblasti a později i muzeu samotnému. Práce na budově byla s koncem vlády Karla III. a během španělské války za nezávislost ukončena a pokračovalo se v ní během vlády vnuka Karla III., Ferdinanda VII.
Od července 2021 je část Madridu zahrnující i budovu muzea zapsána na seznam světového dědictví UNESCO pod názvem „Paseo del Prado a park Retiro, krajina umění a vědy“.

## Historie
Muzeum bylo otevřeno v roce 1819. Během vlády Isabely II. v roce 1868 bylo muzeum znárodněno a obdrželo jméno Museo del Prado. V budově se usídlila královská sbírka umění a muzeum se ukázalo být příliš malé. K prvnímu zvětšení došlo v roce 1918.
Hlavní budova byla rozšířena o krátké pavilony na zadní straně. Dalším rozšířením bylo začlenění dvou budov do areálu muzea: Casón del Buen Retiro a Salon de Reinos.
Poslední zvětšení (v roce 2007), navržené Rafaelem Moneem, představuje podzemí, které spojuje hlavní budovu s jinou, kompletně rekonstruovanou.

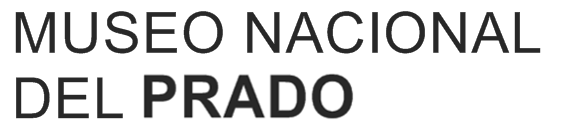
Oficiální logo

Během španělské občanské války bylo z muzea odstraněno 353 maleb a 168 kreseb a posláno do Valencie, později do Girony a nakonec do Ženevy. Umělecké předměty musely být začátkem druhé světové války do muzea vráceny nočními vlaky přes Francii.
V roce 2007 muzeum realizovalo Moneův projekt rozšíření výstavních sálů na 16 000 metrů čtverečních s nadějí, že se zvedne počet návštěvníků za rok z 1,8 miliónu na 2 a půl miliónu. V 16. století byl odstraněn Klášter Jerónima, kámen po kameni, za účelem větší stability okolních budov a bude znovu sestaven v novém rozšíření muzea.